# Carosino
Carosino ist eine süditalienische Gemeinde (comune) mit 6530 Einwohnern (Stand 31. Dezember 2023) in der Provinz Tarent in Apulien. Die Gemeinde liegt etwa 14 Kilometer östlich von Tarent im Salento. Carosino ist Teil der Unione dei Comuni di Montedoro.

## Geschichte
Die erste urkundliche Erwähnung datiert auf das Jahr 1348. Allerdings lässt ein Fund von Silbermünzen aus der Zeit der griechischen Landnahme in Süditalien auf eine frühere Besiedlung schließen.
Sehenswert ist der Herzogspalast (Palazzo Ducale) aus dem beginnenden 15. Jahrhundert.
1540 gründeten 200 Albaner die Kolonie Civitella, von der heute nur noch die “Masseria Civitella” übrig geblieben ist.

## Wirtschaft und Verkehr
In der Gegend werden die Traube des Primitivo sowie Oliven angebaut. Durch die Gemeinde führt die frühere Strada Statale 603 di San Giorgio Jonico (jetzt: Provinzstraße) Richtung Francavilla Fontana.